# Yelawolf
Michael Wayne Atha, (YelaWolf), ameriški raper, * 30. december 1979, Gadsden, Alabama, ZDA.
Trenutno ima podpisano pogodbo z Eminemovo glasbeno založbo, Shady Records, ter Ghet-O-Vision Entertaiment in Interscope Records. So-manidžira ga Redd Klay Entertaiment, skupaj z njegovim osebnim menadžerjem, Jeremy J Dot Jonesom.
Vzgojen v Gadsden, Alabami, Atha se je pojavil na resničnosti oddaji, The Road to Stardom with Missy Elliott in izdal svoj album, Creek Water. Dva leta kasneje, je Athat sklenil pogodbo s Columbia Records in izdal singl Kickin iz svojega prvega neizdanega studijskega albuma, preden je bil izdan iz založbe kasneje tistega leta. Od leta 2008 do 2010, je Atha izdal en 'extended play' in štiri 'mixtape-e' z založbo, Ghet-O-Vision Entertainment. Trunk Muzik 0-60, Athov četrti 'mixtape', je tudi izdala založba Interscope Records, in se uvrstil v Billboard 200 na številko 164. Leta 2011 je Atha podpisal pogodbo z Eminemovo založbo Shady Records in je 21. novembra 2011 izdal album Radioactive.

## Diskografija

### Studijski Albumi
| Creek Water                                                | - Released: 2006 - Label: Self-released - Format: CD                                                        | —  | — | — |
| Radioactive                                                | - Released: November 21, 2011 - Label: Ghet-O-Vision, DGC, Interscope, Shady - Format: CD, digital download | 27 | 6 | 4 |
| "—" denotes items that did not chart or were not released. | |    |   |   |

### EP-ji
| Arena Rap                                                  | - Released: December 28, 2008 - Label: Ghet-O-Vision, Redd Klay - Format: CD, digital download       | —  | —  |
| Trunk Muzik 0-60                                           | - Released: November 22, 2010 - Label: Ghet-O-Vision, DGC, Interscope - Format: CD, digital download | 26 | 16 |
| "—" denotes items that did not chart or were not released. | |    |    |

### Mixtape-i
- Ball of Flames: The Ballad of Slick Rick E. Bobby (2008)
- Stereo (2008)
- Trunk Muzik (2010), Ghet-O-Vision Entertainment

### Singli
| Leto                                     | Naslov                                            | Začetna pozicija na lestvicah | Začetna pozicija na lestvicah | Začetna pozicija na lestvicah | Album            |
| Leto                                     | Naslov                                            | US                            | US R&B                        | US Rap                        | Album            |
| ---------------------------------------- | ------------------------------------------------- | ----------------------------- | ----------------------------- | ----------------------------- | ---------------- |
| 2010                                     | "Pop the Trunk"                                   | —                             | —                             | —                             | Trunk Muzik 0-60 |
| 2010                                     | "I Just Wanna Party" (featuring Gucci Mane)       | —                             | 109                           | —                             | Trunk Muzik 0-60 |
| 2011                                     | "Daddy's Lambo"                                   | —                             | —                             | —                             | Trunk Muzik 0-60 |
| 2011                                     | "Hard White (Up in the Club)" (featuring Lil Jon) | —                             | —                             | —                             | Radioactive      |
| 2011                                     | "Let's Roll" (featuring Kid Rock)                 | —                             | —                             | —                             | Radioactive      |
| "—" denotes releases that did not chart. |                                                   |                               |                               |                               |                  |

### Guest appearances
| Leto | Pesem | Začetna pozicija na lestvicah | Začetna pozicija na lestvicah | Začetna pozicija na lestvicah | Album                                         |
| Leto | Pesem | U.S.                          | U.S. R&B                      | U.S. Rap                      | Album                                         |
| ---- | --- | ----------------------------- | ----------------------------- | ----------------------------- | --------------------------------------------- |
| 2009 | "Rocketman" (Prof & St. Paul Slim featuring Yelawolf)                                                                      | —                             | —                             | —                             | Recession Music                               |
| 2009 | "I Run" (Slim Thug featuring Yelawolf)                                                                                     | —                             | 49                            | 20                            | Boss of All Bosses                            |
| 2009 | "Looking for a Change" (Alex King featuring Yelawolf and Sonny Bama)                                                       | —                             | —                             | —                             | Reincarnated                                  |
| 2009 | "Like a Sewing Machine" (Alex King featuring Yelawolf and Struggle)                                                        | —                             | —                             | —                             | Reincarnated                                  |
| 2009 | "Mixin' Up the Medicine" (Juelz Santana featuring Yelawolf)                                                                | —                             | —                             | —                             | Born to Lose, Built to Win'                   |
| 2010 | "Down this Road" (Bizarre featuring Yelawolf)                                                                              | —                             | —                             | —                             | Friday Night at St. Andrews                   |
| 2010 | "You Ain't No DJ" (Big Boi featuring Yelawolf)                                                                             | —                             | —                             | —                             | Sir Lucious Left Foot: The Son of Chico Dusty |
| 2010 | "Live It" (Paul Wall featuring Jay Electronica, Raekwon and Yelawolf)                                                      | —                             | —                             | —                             | Heart of a Champion                           |
| 2011 | "Worldwide Choppers" (Tech N9ne featuring Ceza, JL B.Hood, U$O, Yelawolf, Twista, Busta Rhymes, D-Loc, and Twisted Insane) | 104                           | —                             | —                             | All 6's And 7's                               |
| 2011 | "Let's Go" (Travis Barker featuring Lil Jon, Busta Rhymes, Twista and Yelawolf)                                            | 119                           | —                             | —                             | Give the Drummer Some                         |
| 2011 | "Bulletproof" (Cyhi Da Prynce featuring Yelawolf)                                                                          | —                             | —                             | —                             | Royal Flush II                                |
| 2011 | "Rough" (Game featuring Yelawolf)                                                                                          | —                             | —                             | —                             | Hoodmorning (notypo): Candy Coronas           |
| 2011 | "Push It" (Jessie and The Toy Boys featuring Yelawolf)                                                                     | —                             | —                             | —                             | Show Me Your Tan Lines                        |
| 2011 | "Hello Sunshine" (STS featuring Yelawolf)                                                                                  | —                             | —                             | —                             | The Illustrious                               |
| 2011 | "Make Some Noise (Put 'Em Up)" (The Crystal Method featuring Yelawolf)                                                     | —                             | —                             | —                             | Real Steel: Motion Picture Soundtrack         |
| 2011 | "Shit Done Got Real" (Ace Hood featuring Busta Rhymes & Yelawolf)                                                          | —                             | —                             | —                             | The Statement 2                               |
| 2011 | "Empty Town" (GLC featuring Coldhard, Yelawolf & The Carps)                                                                | —                             | —                             | —                             | Eternal Sunshine Of The Pimpin' Mind          |

## Remiksi in kolaboracije
- Yelawolf - Kickin' (produced by Skapezilla)
- Big HUD - Smell My Cologne (featuring Yelawolf; produced by First Born)
- Big K.R.I.T. - Hometown Hero (Remix) (featuring Yelawolf; produced by Big K.R.I.T.)[17]
- Donnis - Country Cool (Remix) (featuring Yelawolf and Pill; produced by J.U.S.T.I.C.E. League)
- SMKA - Deer Mama (featuring Yelawolf; produced by SMKA)
- Emilio Rojas - Turn It Up (featuring Yelawolf; produced by DJ Green Lantern)[18]
- GlamourLyke - Cutlass (featuring Yelawolf; produced by WillPower)
- Hollyweerd - Buss It (featuring Yelawolf; produced by OperationADD)[19]
- Feroz - Bring the Money Home (featuring Yelawolf; produced by J. Cardim)
- Ludacris - How Low (Remix) (featuring Yelawolf and Rock City; produced by T-Minus)
- Mr. Finley - Oh Yeah (featuring Yelawolf; produced by J. LBS)
- Dreamer - Crazy Girlz (featuring Yelawolf; produced by OperationADD)
- Neako - Suicide (Remix) (featuring Yelawolf, Shawn Chrystopher, Phil Adé and Stalley; produced by Neako)
- Priceless the Kid - Witness (featuring Yelawolf; produced by Don Cannon)
- Rittz - Sleep At Night (featuring Yelawolf; produced by Skapezilla)
- Rittz - Full of Shit (featuring Yelawolf and Big K.R.I.T.; produced by DJ Burn One)[20]
- Eminem - 2.0 Boys (featuring Slaughterhouse and Yelawolf; produced by Eminem, KP and WillPower)
- Yelawolf - It's A Party (featuring B.o.B.; produced by Jim Jonsin)
- Yelawolf - Shit I've Seen (featuring Trae; produced by Track Bangas)[21]
- Yelawolf - Gangsta of Love (outro vocals by Cyhi Da Prynce; produced by Jim Jonsin)
- Gucci Mane - Too Turnt Up (featuring Yelawolf; produced Drumma Boy)[22]
- Big K.R.I.T. - Happy Birthday Hip Hop (featuring Yelawolf; produced by Big K.R.I.T.)
- Nikkiya - Speak Her Sex (Remix) (featuring Yelawolf; produced by WillPower
- Yelawolf - Rhyme Room Episode 1
- Yelawolf - Rhyme Room Episode 2 (with DJ Artime)
- Yelawolf - Just Right (Demo for "Animal"; produced by Diplo)